# IC 1955
IC 1955 ist eine Spiralgalaxie vom Hubble-Typ Sbc im Sternbild Reticulum am Südsternhimmel. Sie ist schätzungsweise 539 Millionen Lichtjahre von der Milchstraße entfernt und hat einen Durchmesser von etwa 110.000 Lichtjahren.
Im selben Himmelsareal befinden sich u. a. die Galaxien IC 1960 und IC 1965.
Das Objekt wurde am 8. Dezember 1899 von DeLisle Stewart entdeckt.